# Righteous Kill
Righteous Kill es una película estadounidense de 2008, dirigida por Jon Avnet y protagonizada por Robert De Niro y Al Pacino, con actuaciones de John Leguizamo, Carla Gugino, Donnie Wahlberg y Curtis "50 Cent" Jackson. Es la tercera vez que De Niro y Pacino trabajan juntos (aunque en El Padrino II, sus personajes nunca coinciden).

## Argumento
Después de treinta años como compañeros, los condecorados detectives de la policía de Nueva York Tom "Turk" Cowan (Robert De Niro) y David "Rooster" Fisk (Al Pacino) se acercan a la jubilación, aunque ninguno de los dos está aún preparado para ello. Antes de que "cuelguen" sus placas, son llamados para investigar el asesinato de un conocido proxeneta, que parece estar ligado a un caso resuelto por ellos en el pasado. Igual que en el crimen de entonces, la víctima es un presunto delincuente, y sobre el cuerpo se ha encontrado un poema de cuatro líneas que justifica el asesinato. Cuando los crímenes del presunto criminal comienzan a sucederse, se ve con claridad que los detectives se enfrentan a un asesino en serie, cuyo objetivo son aquellos criminales que se han escabullido entre las grietas del sistema judicial. Su misión, al parecer, es hacer lo que la policía es incapaz de hacer, sacar al culpable de las calles para siempre.

## Reparto
- Robert De Niro - Detective Tom "Turk" Cowan
- Al Pacino - Detective David "Rooster" Fisk
- John Leguizamo - Detective Simon Perez
- Donnie Wahlberg - Detective Theodore Riley
- Curtis "50 Cent" Jackson - Marcus "Spider" Smith
- Carla Gugino - Detective Karen Corelli
- Brian Dennehy - Teniente Hingis
- Frank John Hughes - Charles Randall
- Rob Dyrdek - Robert "Rambo" Brady
- Barry Primus - Prosky

## Formato casero
Righteous Kill está disponible en DVD y Blu-ray desde el 6 de enero de 2009. El DVD incluye comentario en audio del productor y director Jon Avnet; The Investigation, una mirada en profundidad a la película, el avance publicitario y The Thin Blue Line: una exploración sobre policías y criminales. La edición doble exclusiva en Blu-ray incluye además copia digital de la película y otros materiales adicionales.